# قالمه، الجزایر
قالمه (به عربی: قالمة) شهری در استان قالمه واقع در کشور الجزایر است که در سال ۱۹۹۸ میلادی ۱۰۸٫۷۳۴ نفر جمعیت داشته و جمعیت آن در سال ۲۰۰۵ میلادی به ۱۳۳٫۱۲۷ نفر رسیده‌است.